# Дефран, Венсан
Венса́н Дефра́н (фр. Vincent Defrasne; 9 марта 1977, Понтарлье, Франш-Конте) — французский биатлонист, олимпийский чемпион 2006 года в преследовании, двукратный чемпион мира, чемпион мира по летнему биатлону.

## Биография
На зимних Олимпийских играх 2002 года в Солт-Лейк-Сити Венсан Дефран выиграл бронзовую медаль в эстафете, на зимних Олимпийских играх 2006 года первенствовал в гонке преследования, обогнав на финише пятикратного на тот момент олимпийского чемпиона Уле-Эйнара Бьёрндалена. Там же в Турине вновь стал бронзовым призёром в эстафете.
Чемпион мира 2001 года в эстафете и 2009 года в смешанной эстафете. В личных гонках на чемпионатах мира Дефран выиграл за карьеру одну медаль — бронзу в преследовании в 2007 году.
На этапах Кубка мира его лучшим результатом, если не считать олимпийской победы, являются два первых места, которые он достиг в спринте в 2006 году в немецком Оберхофе и в индивидуальной гонке на 20 км в финском Контиолахти в 2007 году.
По завершении сезона 2009/2010 объявил о завершении карьеры.

## Кубок мира
- 1999—2000 — 71-е место (3 очка)
- 2000—2001 — 23-е место (202 очка)
- 2001—2002 — 12-е место (367 очков)
- 2002—2003 — 14-е место (362 очка)
- 2003—2004 — 17-е место (367 очков)
- 2004—2005 — 7-е место (625 очков)
- 2005—2006 — 6-е место (556 очков)
- 2006—2007 — 15-е место (440 очков)
- 2007—2008 — 15-е место (399 очков)
- 2008—2009 — 35-е место (222 очка)
- 2009—2010 — 35-е место (222 очка)